# Lonchocarpus campestris
Lonchocarpus campestris är en ärtväxtart som beskrevs av George Bentham. Lonchocarpus campestris ingår i släktet Lonchocarpus och familjen ärtväxter. Inga underarter finns listade i Catalogue of Life.